# 吹田市立千里第一小学校
吹田市立千里第一小学校（すいたしりつ せんりだいいち しょうがっこう）は、大阪府吹田市にある公立小学校。

## 沿革
明治時代初期に島下郡十五ヶ村の連合で、島下郡片山村（後の三島郡千里村、現・吹田市）に設置された小学校を起源とする。
開校当初は所在地の片山村から「片山小学校」と称した。片山村の学校から一時佐井寺村の学校が分離したが、その後再統合し、校区の佐井寺村と片山村の「佐」と「山」をとって「佐山小学校」と称した。
町村制施行により両村が合併して千里村となったのちもしばらく「佐山小学校」と名乗っていたが、1922年に村の名称をとった「千里尋常小学校」に改称した。その後同一地域に分離校ができたことに伴って「千里第一」の名称に改称している。
- 1873年7月7日 - 片山村ほか十五ヶ村の連合で、第八区第五小区第一番片山小学校として開校。
- 1875年 - 佐井寺村に独立校を新設。
- 1875年5月 - 上新田村にあった分校が独立校となる（現在の豊中市立新田小学校）。
- 1888年 - 片山村・佐井寺村の学校が合併、佐山尋常小学校と称する。
- 1922年 - 三島郡千里尋常小学校と改称。
- 1923年 - 分教場を設置。
- 1929年 - 分教場が三島郡千里第二尋常小学校（現在の吹田市立千里第二小学校）として独立。これに伴い、三島郡千里第一尋常小学校と改称。
- 1930年 - 現在地に移転。
- 1934年 - 室戸台風で被災。
- 1936年 - 鉄筋校舎が竣工（現在の吹田市域にある小学校では初）。
- 1940年4月1日 - 千里村が合併で吹田市になったことに伴い、吹田市千里第一尋常小学校と改称。
- 1941年4月1日 - 国民学校令により、吹田市千里第一国民学校と改称。
- 1947年4月1日 - 学制改革により、吹田市立千里第一小学校と改称。
- 1955年 - 吹田市立山手小学校を分離。
- 1980年 - 吹田市立片山小学校を分離。

## 通学区域
- 吹田市 片山町1丁目・4丁目、藤が丘町、天道町、原町1丁目・3丁目、原町2丁目（一部）、原町4丁目(一部)、岸部中1丁目（一部）、岸部中2丁目（一部）。

卒業生は基本的に吹田市立片山中学校へ進学する。

## 交通
- 東海道本線（JR京都線） 吹田駅 北東へ約1km。